# Campionati del mondo di ciclismo su strada 2015 - Cronometro a squadre maschile
La cronometro a squadre maschile dei Campionati del mondo di ciclismo su strada 2015 fu corsa il 20 settembre 2015 negli Stati Uniti, con partenza ed arrivo a Richmond, su un percorso totale di 38,6 km. La squadra statunitense BMC Racing Team vinse la gara con il tempo di 42'02" alla media di 54,969 km/h.
Fu la quarta edizione di una gara dei campionati del mondo di ciclismo su strada riservata alle squadre di club e non alle nazionali.

## Classifica (Top 10)
| Pos. | Squadra             | Tempo   |
| ---- | ------------------- | ------- |
| 1    | BMC Racing Team     | 42'02"  |
| 2    | Etixx-Quick Step    | a 11"   |
| 3    | Movistar Team       | a 30"   |
| 4    | Orica-GreenEDGE     | a 53"   |
| 5    | Team Giant-Alpecin  | a 1'03" |
| 6    | Team Lotto NL-Jumbo | a 1'17" |
| 7    | Lotto-Soudal        | a 1'26" |
| 8    | Astana Pro Team     | a 1'37" |
| 9    | Team Sky            | a 1'41" |
| 10   | Trek Factory Racing | a 1'46" |